# Bruno Siciliano
Bruno Carlo Siciliano (né le 19 janvier 1938 à Rio de Janeiro au Brésil) est un joueur de football brésilien, qui jouait en tant qu'attaquant.

## Biographie
Brésilien d'origine italienne, Siciliano commence sa carrière avec le club du Botafogo BA, avant de débarquer en Europe à la Juventus en 1960 (avec qui il dispute son premier match en bianconero le 3 octobre 1962 lors d'un succès 2-0 à l'extérieur en coupe italienne) et d'être prêté durant deux saisons au Lanerossi Vicence puis au Venise Calcio. Il part ensuite à l'AS Bari avant de partir finir sa carrière aux États-Unis aux New York Generals en 1967.

### Palmarès
Juventus
- Championnat d'Italie :
  - Vice-champion : 1962-63.